# 카를로스 카메니
이드리스 카를로스 카메니(프랑스어: Idriss Carlos Kameni, 1984년 2월 18일)는 카메룬의 축구 선수로 현재 프리메라 디비지오의 산타콜로마에서 골키퍼로 활동 중이며 그의 친형인 마투린 카메니도 전직 축구 선수로 카메룬 리그와 이집트 리그에서 골키퍼로 뛰었다.

## 선수 경력

### 클럽
2000년 불과 16세의 어린 나이에 프랑스 리그앙의 르아브르 AC에서 프로에 데뷔한 후 2004년 스페인 프리메라리가의 RCD 에스파뇰로 이적 후 2012년까지 에스파뇰의 주전 골키퍼로 활약하는 동안 비록 리그에서는 라리가 2004-05 5위 외에는 이렇다할 성과가 없었지만 그래도 2005-06 코파 델 레이 우승, 2006년 스페인 슈퍼컵 준우승, 2006-07년 UEFA 유로파리그 준우승 등의 성과를 남겼다.
이후 2012-13 시즌을 앞두고 당시 마누엘 페예그리니 감독이 이끌던 말라가 CF로 트레이드된 뒤 처음에는 같은 포지션인 윌리 카바예로가 2012-13 코파 델 레이에서 팀 창단 첫 8강에 기여하는 등 좋은 활약을 이어가면서 거의 벤치 신세를 면치 못하다가 카바예로가 잉글랜드 프리미어리그 맨체스터 시티로 이적한 후에는 마침내 2014-15 시즌부터 주전 골키퍼에 낙점되어 2014-15 코파 델 레이에서 2년만의 말라가의 8강 진출에 기여하며 말라가 올해의 선수에 선정되는 영예를 안았다.
물론 2015-16 시즌 후반에 부상에 발목이 잡혀 장기간 그라운드를 밟지 못하면서 대신 기예르모 오초아가 좋은 활약을 이어갔지만 차기 시즌인 2016-17 시즌에 오초아가 그라나다 CF로 임대 이적을 떠난 뒤 다시 말라가의 주전 골키퍼로 맹활약하며 상대팀인 레알 마드리드의 리그 우승 경쟁에 청신호를 밝혀주었다.
그 뒤 말라가를 떠나 2017년 7월 3일 터키 쉬페르리그의 페네르바흐체 SK와 입단 계약을 체결한 후 2018-19 시즌까지 몸 담으며 2017-18 리그 준우승, 2017-18 터키컵 준우승 등에 일조하였으며 2019년 8월 28일 페네르바흐체를 떠난 이후 2021년 지부티 프리미어리그의 아르타/솔라7 입단 소식을 알렸다.

### 국가대표팀
1999년 카메룬 U-20 대표팀에서 3경기에 출전한 뒤 카메룬 U-23 대표팀 소속으로 이듬해에 열린 2000년 하계 올림픽 본선 3경기(8강 브라질전, 4강 칠레전, 결승 스페인전)에 출전하여 카메룬 축구 역사상 첫 올림픽 금메달 획득에 일조하면서 최연소 올림픽 금메달리스트라는 타이틀을 얻었다.
이후 2001년 카메룬 성인대표팀에 처음으로 합류한 뒤 2002년 아프리카 네이션스컵 우승, 2003년 FIFA 컨페더레이션스컵 준우승, 2008년 아프리카 네이션스컵 준우승 등의 업적을 남겼고 2번의 FIFA 월드컵(2002, 2010) 본선 엔트리에도 이름을 올리기도 했으나 2번 모두 월드컵과는 크게 인연이 없었으며 준우승을 차지했던 2003년 FIFA 컨페드컵에서는 콜롬비아와의 준결승 경기 도중 대표팀 동료인 마르크비비앙 푀를 심장마비로 잃는 아픔을 경험했다.

## 수상

### 클럽
RCD 에스파뇰
- 코파 델 레이 : 우승 (2005-06)
- UEFA 유로파리그 : 준우승 (2006-07)
- 스페인 슈퍼컵 : 준우승 (2006)

 페네르바흐체 SK
- 터키 쉬페르리그 : 준우승 (2017-18)
- 터키컵 : 준우승 (2017-18)

### 국가대표팀
카메룬 U-23
- 하계 올림픽 : 금메달 (2000)

 카메룬
- 아프리카 네이션스컵 : 우승 (2002), 준우승 (2008)
- FIFA 컨페더레이션스컵 : 준우승 (2003)

### 개인
- 말라가 CF 올해의 선수 : 2014-15